# ハイウェイバスドットコム
ハイウェイバスドットコムは、京王電鉄バスが運営する高速バス（路線バス）座席予約システムである。

## 概要
2000年に京王電鉄が開設し、同社のバス事業分離に伴い、京王電鉄バスに引き継がれて運営されている。当初は自社と共同運行各社が運行する新宿発着の中央高速バス各路線を中心に取り扱っていたが、2004年に名鉄バスが運営していた「名鉄高速バスドットコム」が当サイトに移行し、2013年には西日本鉄道（西鉄）をはじめとする九州の高速バス運行事業者で構成する九州高速バス予約システム運営委員会が運営していた「楽バス」も当サイトに移行したため、現在では京王電鉄バスのほかに名鉄バスや九州発着の高速バスなども取り扱っている。
九州島内の路線のうち、乗継割引運賃が設定されている区間では、かつての「楽バス」と同様に複数路線の乗継乗車券を発券することができる。
会員登録なしでも取扱い路線の乗車券購入が可能であるが、無料で会員登録可能で、会員のみのサービスもある。
予約後の発券については、各社の予約窓口、コンビニエンスストアのマルチメディア端末での発券のほか、クレジットカード・デビットカード及び一部の携帯キャリア決済（2021年10月現在d払い、au PAY等に対応）によるオンライン決済にも対応する。
　

## 沿革
- 2000年11月21日 高速バスのインターネット予約「ハイウェイバスドットコム」を開設 [1]。
- 2000年4月 高速バスのインターネット予約「ハイウェイバスドットコム」をNTTdocomoiモードで予約開始。
- 2004年11月21日 名鉄高速バスドットコムのインターネット予約システムを「ハイウェイバスドットコム」に統合[2]。
- 2009年2月1日
  - 中央高速バスアライアンス（CHANCE）結成 [3]。
  - 座席の希望（窓側・通路側）が可能となる。
- 2009年3月1日
  - 中央高速バスに女性専用席を導入したことに伴い、女性専用席の予約に対応。
  - WEB回数券を導入[4]。
- 2011年9月1日 中央高速バス13路線で「座席指定サービス」導入。オンライン決済時に限り座席の指定が可能となる[5]。
- 2012年5月30日 スマートフォン用ウェブサイトを新設[6]。
- 2013年6月1日
  - 同年7月1日以降に出発する旧「楽バス」取扱い路線の取扱いを開始。取扱い事業者・路線数は22社53路線から35社97路線に増加した[7]。
  - 幅運賃と2路線通し運賃に対応。
- 2013年7月1日 旧「楽バス」を統合。九州高速バス予約システム運営委員会はハイウェイバスドットコムの九州発着路線の予約ページへのリンクを含む九州高速バスポータルサイト「＠バスで（あっとバスで）」を開設。
- 2013年7月3日 新乗り合い高速バス法律制定。
- 2013年8月3日 旧都市間ツアーバスの海部観光東京 - 徳島・阿南間の取り扱いを開始。

## 固有の機能

### 割引
以下の割引制度がある。ただし路線により割引の有無や条件は異なる。
- ネット割引 - ウェブ上でクレジットカード決済した場合、対象路線では乗車区間に関わらず適用される。ハイウェイバスドットコムでの予約であっても、窓口やコンビニで購入した場合は適用されない。
- 往復割引 - 往復割引のある路線で適用される。バス車内で精算する場合には適用されない。
- 早期決済割引 - 乗車の一定期間前までの早期の予約・購入の際に適用される。

その他、回数券割引や学生割引、障がい者割引にも対応する。

### オンライン決済に関する機能
以下の機能はウェブ上でクレジットカード決済した場合に限り利用可能な機能である。

#### 乗車券
オンライン決済を行った予約について、ウェブ画面上で乗車券を表示しプリンタで印刷することができるほか、乗車票を携帯電話やスマートフォンの画面に表示させ提示することにより紙の乗車券を発行せずに乗車することができる。
利用者がプリンタで印刷した乗車券はWEB乗車券と称する。WEB乗車券は通常の乗車券と同様、乗車時または降車時に回収される。
乗車票を携帯電話やスマートフォンの画面に表示させ提示したものはケータイ乗車券と称している。登録してあるアドレスに「ケータイ乗車券通知メール」が送信され、ケータイ乗車券通知メール本文にあるURLを選択すると、ケータイ乗車券が表示される。
2009年3月1日より、同一区間で複数回使用できるオンライン乗車券のWEB回数券が発売されている。一部の路線で設定されており、2回、4回、10回があり、割引価格で発売されている。使用時にWEB乗車券として印刷するか、ケータイ乗車券として表示する。 WEB回数券は会員のみ利用可能。

#### 乗客によるオンライン座席選択
2009年2月1日より一部の路線で予約時に「窓側・通路側」と「前方・後方（車両中央部より前か後）」の選択が可能となり、2011年9月より空席の中から好きな席を指定できる座席指定サービスが導入された。座席指定サービスはウェブ上でクレジットカード決済した場合か、WEB回数券を使用した場合に限り可能である。
路線や事業者により違いがある。

#### バスマイルポイント
一部の路線ではオンライン決済時にバスマイルポイントと称するポイントが付与される。100円につき1ポイントが付加され、1ポイントを1円として対象路線で利用可能。有効期限は1年間。

### コンビニエンスストアでの乗車券扱い
ほとんどの取り扱い路線では、あらかじめ電話やインターネットで便を予約しておいてコンビニエンスストアに設置されているマルチメディアステーションで購入することが可能である。この方法で購入した乗車券をコンビニ乗車券と称している。このほか、一部の路線はマルチメディアステーションで直接予約してその場で乗車券を購入できる。
予約済み便の乗車券の購入はローソンの「Loppi」、ファミリーマートの「Famiポート」でのみ取り扱う。直接予約による購入は上記のほかにセブン-イレブンの「マルチコピー機」、ミニストップの「MINISTOP Loppi」でも取り扱う。

## 取り扱い路線
中央高速バス各路線のほか、京王バスグループ各社・名鉄バス・九州高速バス予約システム運営委員会各社が運行する路線、もしくはそれらが運行支援業務（予約発券業務など）を行う路線などを取り扱っている。ハイウェイバスドットコムと他のシステム（発車オ〜ライネットなど）で取り扱う路線もある。また、下記の路線のほかに、電話や他のウェブサイトでのみ予約を取り扱う路線、予約制でない路線など、ハイウェイバスドットコムで予約を取り扱っていない路線がサイト上に掲載されている場合がある。

### 関東 - 東海・甲信越
- 中央高速バス【新宿 - さがみ湖プレジャーフォレスト/富士五湖/富士山五合目/甲州・塩山/甲府・湯村温泉・竜王/中央市・南アルプス市・身延/茅野・諏訪・岡谷/松本/上高地/木曽福島/伊那・駒ヶ根・飯田/信濃大町・白馬/飛騨高山】（京王バス・富士急バス・フジエクスプレス・山梨交通・アルピコ交通・伊那バス・信南交通・濃飛乗合自動車・おんたけ交通・JRバス関東）
- 渋谷 - 河口湖（京王バス・東急トランセ・フジエクスプレス・富士急バス）
- 新宿 - 長野（京王バス・アルピコ交通）
- 池袋 - 長野（アルピコ交通・長電バス）
- 新宿 - 名古屋（京王バス・名鉄バス）
- 新宿・渋谷 - 三島・沼津（富士急シティバス）
- 新宿・渋谷 - 清水・静岡「新宿 / 渋谷・静岡号、新宿・静岡号」（京王バス・JR東海バス・JRバス関東・しずてつジャストライン）
- 新宿・渋谷 - 浜松「渋谷・新宿ライナー浜松号/渋谷・新宿イーライナー」（京王バス・JR東海バス・遠州鉄道）
- 東京駅 - 上高地「さわやか信州号」（アルピコ交通）
- 渋谷 - 上高地「さわやか信州号」（アルピコ交通・京王バス・東急トランセ）
- 東京駅 - 白馬（アルピコ交通）
- 日立・水戸・つくば - 名古屋（茨城交通）

### 関東 - 東北
- 東京駅・新宿 - 青森「津輕号」（弘南バス）
- 東京駅・新宿 - 八戸・七戸十和田・野辺地・青森「えんぶり号」（弘南バス）
- 新宿・渋谷 - 仙台・石巻「広瀬ライナー号」（京王バス・宮城交通）
- 水戸・ひたちなか・日立・北茨城 - 相馬・仙台・山形（茨城交通）

### 東京 - 北陸・近畿・中国・四国・九州
- 渋谷・八王子 - 金沢・加賀温泉（西東京バス・アルピコ交通）
- 池袋・新宿・渋谷 - 大阪（阪急梅田）・ユニバーサル・スタジオ・ジャパン（京王バス・アルピコ交通）
- 新宿・八王子 - 京都・大阪「ツィンクル号」・「カジュアルツィンクル号」（西東京バス・近鉄バス）
- 新宿・渋谷 - 神戸・加古川・姫路「プリンセスロード号」（京王バス・神姫バス）
- 東京駅・新宿 - 徳島・阿南「マイ・エクスプレス」（海部観光）
- 八王子・新宿・横浜 - 高松・坂出・丸亀「ハローブリッジ号」（西東京バス・四国高速バス）
- 新宿・松山・伊予市・八幡浜「オレンジライナーえひめ号」（西東京バス・伊予鉄バス）
- 新宿 - 北九州・福岡「はかた号」（西日本鉄道）

### 首都圏内（羽田・成田空港発着路線を含む）
- 東京 - 下館・岩瀬「桜川・筑西ライナー」（茨城交通）
- 新宿 - 東京サマーランド（西東京バス）
- 秋葉原 - 笠間・益子「関東やきものライナー」（茨城交通）
- 渋谷 - 軽井沢・草津（京王バス・東急トランセ・西武観光バス・上田バス）

以下、空港発着路線は空港行きのみ取扱い。
- 羽田空港 - 調布・府中・国分寺・小金井（京王バス中央・東京空港交通）
- 羽田空港 - 多摩センター（京王バス・東京空港交通）
- 羽田空港 - 八王子（西東京バス・東京空港交通）
- 羽田空港 - 福生・羽村・青梅（西東京バス）
- 成田空港 - 調布（京王バス・東京空港交通）
- 成田空港 - 多摩センター（京王バス・東京空港交通）
- 成田空港 - 八王子（西東京バス・東京空港交通）
- 成田空港 - 潮来・鉾田・水戸・勝田・東海・日立（千葉交通・茨城交通）

### 名古屋 - 東北
- 名古屋 - 仙台「青葉号」（名鉄バス・宮城交通）
- 名古屋 - 佐野・宇都宮・郡山・福島（名鉄バス・福島交通）

### 中部地方相互間（名古屋・中部国際空港・甲信越・北陸・岐阜県内）
- 中央道高速バス【名古屋 - 新潟/長野/松本/駒ケ根・伊那市・箕輪/昼神温泉・飯田】（名鉄バス・名鉄観光バス・新潟交通・アルピコ交通・信南交通・伊那バス）
- 名古屋 - 富士五湖「リゾートエクスプレス」（名鉄バス・富士急バス）
- 名古屋 - 平湯温泉・上高地（名鉄バス）
- 東海北陸道高速バス【名古屋 - 富山】（名鉄バス・富山地方鉄道）
- 名古屋 - 砺波・高岡・氷見（加越能バス）
- 北陸道特急バス【名古屋 - 金沢/福井】（名鉄バス・JR東海バス・西日本JRバス・北陸鉄道・京福バス・福井鉄道）
- 名古屋 - 高山「ひだ高山号」（名鉄バス・JR東海バス・濃飛乗合自動車）
- 名古屋 - 白川郷・鳩ヶ谷（岐阜乗合自動車）
- 岐阜 - 高山（岐阜乗合自動車・濃飛乗合自動車）
- 長野 - 上高地「せせらぎ号」（アルピコ交通）
- 中部国際空港 - 高山（濃飛乗合自動車）
- 富山 - 神岡・新穂高（濃飛乗合自動車）
- 高山 - 扇沢（濃飛乗合自動車）
- 高山 - 富士五湖（富士急バス・濃飛乗合自動車）

### 中部地方 - 近畿・中国・四国・九州
- 名古屋 - 天理・奈良（名鉄バス・奈良交通）
- 名古屋 - 京都・神戸　名神ハイウェイバス　（JR東海バス・名鉄バス・名阪近鉄バス・西日本JRバス）
- 名古屋 - 関西空港（関西空港交通・南海バス）
- 名古屋 - 岡山・倉敷（名鉄バス・両備バス）
- 名古屋 - 鳴門・高松・坂出・丸亀「さぬきエクスプレス名古屋」（四国高速バス）
- 名古屋 - 洲本・徳島（名鉄バス・徳島バス）
- 名古屋 - 松山・伊予市・内子・大洲・八幡浜「オレンジライナーえひめ号」（名鉄バス・伊予鉄バス）
- 名古屋 - 北九州・福岡「どんたく号」（名鉄バス・西日本鉄道）
- 名古屋 - 中津・宇佐・別府・大分「ぶんご号」（大分バス・大分交通・亀の井バス）

### 近畿 - 四国
- 伊丹空港・大阪 - 徳島・阿南（海部観光）

### 近畿・中国・四国 - 九州
- 京都・大阪・神戸 - 中津・宇佐・別府・大分「SORIN号」（近鉄バス・大分バス・大分交通・亀の井バス）
- 鳥取・倉吉・米子 - 北九州・福岡「大山号」（日本交通・日ノ丸自動車）
- 松江・出雲・雲南 - 北九州・福岡「出雲路号」（一畑バス・中国JRバス）
- 岡山・倉敷 - 北九州・福岡「ペガサス号」（両備バス・下津井電鉄・西日本鉄道）
- 高松・丸亀・坂出 - 北九州・福岡「さぬきエクスプレス福岡」（四国高速バス・西日本鉄道）
- 松山 - 北九州・福岡「道後エクスプレスふくおか」（伊予鉄バス・伊予鉄南予バス・瀬戸内運輸）
- 長門湯本温泉 - 福岡「おとずれ号」（西日本鉄道）

### 九州島内発着
B&Sみやざき号および旧ツアーバス（いわゆる新高速乗合バス）を除く予約制全路線（一部の定期観光バスも予約可能）